# Città di Griffith
La città di Griffith è una Local Government Area che si trova nel Nuovo Galles del Sud. Essa si estende su una superficie di 1640,05 chilometri quadrati e ha una popolazione di 24.364 abitanti. La sede del consiglio si trova a Griffith.